# Rang (lineáris algebra)
A lineáris algebrában a rang egy rendszer maximálisan független részrendszerének elemszáma. Speciálisan mátrix esetében a rang a mátrix sorai vagy mátrix oszlopai által meghatározott vektorok maximálisan független részrendszerének az elemszáma. Bebizonyítható, hogy a mátrix sorainak, illetve a mátrix oszlopainak segítségével definiált rang mindig megegyezik, ezért beszélhetünk általában véve a mátrix rangjáról, továbbá a mátrixok rangszámtétele értelmében a mátrix rangja megegyezik a mátrix nullától különböző aldeterminánsai rendjének a maximumával.

## Kiszámítása
A mátrix rangjának a kiszámításakor Gauss-elimináció segítségével alakítjuk át a mátrixot ekvivalens alakba. Az átalakítás után a nemnulla együtthatókkal rendelkező sorvektorok száma megfelel a mátrix rangjának.

## Példa
- {\displaystyle A={\begin{pmatrix}1&2&3\\0&5&4\\0&10&2\end{pmatrix}}\sim {\begin{pmatrix}1&2&3\\0&5&4\\0&0&-6\end{pmatrix}}\Rightarrow \mathrm {rang} (A)=3}

- {\displaystyle B={\begin{pmatrix}1&2&3\\0&6&4\\0&3&2\end{pmatrix}}\sim {\begin{pmatrix}1&2&3\\0&6&4\\0&0&0\end{pmatrix}}\Rightarrow \mathrm {rang} (B)=2}

- {\displaystyle C={\begin{pmatrix}2&3\\0&1\\4&-1\end{pmatrix}}\sim {\begin{pmatrix}2&3\\0&1\\0&0\end{pmatrix}}\Rightarrow \mathrm {rang} (C)=2}

Természetesen a fenti számítást a sorok helyett az oszlopokon is elvégezhettük volna.

## Négyzetes mátrixok
Nemelfajuló négyzetes mátrixról beszélünk, ha a négyzetes mátrix rangja megegyezik a sorainak, illetve oszlopainak a számával. Ezt a tulajdonságot a mátrix determinánsával kifejezve azt mondhatjuk, hogy egy négyzetes mátrix pontosan akkor nemelfajuló, ha a determinánsa nem nulla.

## Fordítás
Ez a szócikk részben vagy egészben  a   Rang (Mathematik) című német Wikipédia-szócikk fordításán alapul.  Az eredeti cikk szerkesztőit annak laptörténete sorolja fel. Ez a jelzés csupán a megfogalmazás eredetét és a szerzői jogokat jelzi, nem szolgál a cikkben szereplő információk forrásmegjelöléseként.